# Polychelida
Die Polychelida sind eine Teilordnung der Zehnfußkrebse (Decapoda). Die ältesten Fossile dieser Krebse stammen aus dem Obertrias.

## Merkmale
Charakteristisches und namensgebendes Merkmal der Polychelida sind die echten Scheren an den ersten vier Paaren der Schreitbeine. Eine weitere Autapomorphie ist die Verschmelzung von Ischium und Merus bei den Schreitbeinpaaren zwei bis fünf. An den vorderen Kanten der Pleurae des ersten abdominalen Segments befindet sich eine Art Noppe bzw. Knubbel. Das entsprechende Gegenstück, wo diese Noppe eingehakt werden kann, befindet sich am hinteren Rand des Carapax.

## Systematik
Zusammen mit den Gruppen der Achelata bildeten die Arten der Polychelida die Langustenartigen (Palinura). Aufgrund der Paraphylie dieses Taxons, stellten Gerhard Scholtz und Stefan Richter die Polychelida auf.
Die Polychelida gliedern sich in fünf Familien mit insgesamt 93 Arten, wovon nur 38 der Polychelidae nicht ausgestorben sind.
- † Coleiidae Van Straelen, 1924
- † Eryonidae  De Haan, 1841
- † Palaeopentachelidae  Ahyong, 2009
- Polychelidae  Wood-Mason, 1875
- † Tetrachelidae  Beurlen, 1930